# IU (Sängerin)/Diskografie
Diese Diskografie ist eine Übersicht über die musikalischen Werke der südkoreanischen Sängerin IU. Den Schallplattenauszeichnungen zufolge hat sie bisher mehr als 5,7 Millionen Tonträger verkauft. Ihre erfolgreichsten Veröffentlichungen sind die Singles Bbibbi (삐삐) und Blueming mit jeweils über 2,5 Millionen verkauften Einheiten.

## Alben

### Studioalben
| Jahr | Titel                   | Höchstplatzierung, Gesamtwochen, AuszeichnungChartplatzierungen (Jahr, Titel, Platzierungen, Wochen, Auszeichnungen, Anmerkungen) | Höchstplatzierung, Gesamtwochen, AuszeichnungChartplatzierungen (Jahr, Titel, Platzierungen, Wochen, Auszeichnungen, Anmerkungen) | Anmerkungen                                                                         | [↑]: gemeinsam behandelt mit vorhergehendem Eintrag; [←]: in beiden Charts platziert |
| Jahr | Titel                   | KR | JP | Anmerkungen                                                                         |                                                                                      |
| ---- | ----------------------- | --- | --- | ----------------------------------------------------------------------------------- | ------------------------------------------------------------------------------------ |
| 2009 | Growing Up              | KR6 (48 Wo.)KR | — | Erstveröffentlichung: 23. April 2009; Chartplatzierungen ab 2010 Verkäufe: + 22.400 |                                                                                      |
| 2011 | Last Fantasy            | KR1 (73 Wo.)KR | — | Erstveröffentlichung: 29. November 2011 Verkäufe: + 125.000                         |                                                                                      |
| 2013 | Modern Times            | KR1 (75 Wo.)KR | JP69 (1 Wo.)JP | Erstveröffentlichung: 8. Oktober 2013                                               |                                                                                      |
| 2013 | Modern Times – Epilogue | KR4 (1 Wo.)KR[JP: ↑] | JP69 (1 Wo.)JP | Erstveröffentlichung: 20. Dezember 2013                                             |                                                                                      |
| 2017 | Palette                 | KR1 (141 Wo.)KR | JP96 (1 Wo.)JP | Erstveröffentlichung: 21. April 2017 Verkäufe: + 74.810                             |                                                                                      |
| 2021 | Lilac                   | KR1 Platin · (62 Wo.)KR | JP23 (1 Wo.)JP | Erstveröffentlichung: 25. März 2021 Verkäufe: + 250.000                             |                                                                                      |

grau schraffiert: keine Chartdaten aus diesem Jahr verfügbar

### Kompilationen
- 2016: Smash Hits
- 2018: Smash Hits 2 – The Stories Between U & I

### EPs
| Jahr               | Titel               | Höchstplatzierung, Gesamtwochen, AuszeichnungChartplatzierungen (Jahr, Titel, Platzierungen, Wochen, Auszeichnungen, Anmerkungen) | Höchstplatzierung, Gesamtwochen, AuszeichnungChartplatzierungen (Jahr, Titel, Platzierungen, Wochen, Auszeichnungen, Anmerkungen) | Anmerkungen                                                          |
| Jahr               | Titel               | KR | JP | Anmerkungen                                                          |
| ------------------ | ------------------- | --- | --- | -------------------------------------------------------------------- |
| Südkoreanische EPs |                     | | |                                                                      |
|                    |                     | | |                                                                      |
| 2008               | Lost and Found      | KR22 (3 Wo.)KR | — | Erstveröffentlichung: 23. September 2008; Chartplatzierungen ab 2010 |
| 2009               | IU...IM             | KR7 (28 Wo.)KR | — | Erstveröffentlichung: 12. November 2009; Chartplatzierungen ab 2010  |
| 2010               | Real                | KR2 (76 Wo.)KR | — | Erstveröffentlichung: 9. Dezember 2010                               |
| 2014               | A Flower Bookmark   | KR2 (109 Wo.)KR | — | Erstveröffentlichung: 16. Mai 2014                                   |
| 2015               | Chat-Shire          | KR2 (101 Wo.)KR | — | Erstveröffentlichung: 23. Oktober 2015                               |
| 2017               | A Flower Bookmark 2 | KR3 (1 Wo.)KR | — | Erstveröffentlichung: 17. Oktober 2017 Verkäufe: + 49.862            |
| 2019               | Love Poem           | KR1 Platin · (93 Wo.)KR | — | Erstveröffentlichung: 18. November 2019 Verkäufe: + 250.000          |
| 2021               | Pieces              | — | — | Erstveröffentlichung: 29. Dezember 2021                              |
| 2024               | The Winning         | KR3 Platin · (5 Wo.)KR | — | Erstveröffentlichung: 20. Februar 2024 Verkäufe: + 250.000           |
| Japanische EPs     |                     | | |                                                                      |
|                    |                     | | |                                                                      |
| 2011               | I□U                 | — | JP15 (7 Wo.)JP | Erstveröffentlichung: 14. Dezember 2011                              |
| 2011               | Can You Hear Me?    | — | JP23 (3 Wo.)JP | Erstveröffentlichung: 20. März 2013                                  |

grau schraffiert: keine Chartdaten aus diesem Jahr verfügbar

### Single-Alben
| Jahr                        | Titel                       | Höchstplatzierung, Gesamtwochen, AuszeichnungChartplatzierungen (Jahr, Titel, Platzierungen, Wochen, Auszeichnungen, Anmerkungen) | Höchstplatzierung, Gesamtwochen, AuszeichnungChartplatzierungen (Jahr, Titel, Platzierungen, Wochen, Auszeichnungen, Anmerkungen) | Anmerkungen                              |
| Jahr                        | Titel                       | KR | JP | Anmerkungen                              |
| --------------------------- | --------------------------- | --- | --- | ---------------------------------------- |
| Südkoreanische Single-Alben |                             | | |                                          |
|                             |                             | | |                                          |
| 2011                        | Real+                       | KR2 (11 Wo.)KR | — | Erstveröffentlichung: 18. Februar 2011   |
| 2012                        | Spring of a Twenty Year Old | KR3 (26 Wo.)KR | — | Erstveröffentlichung: 11. Mai 2012       |
| Japanische Single-Alben     |                             | | |                                          |
|                             |                             | | |                                          |
| 2012                        | Good Day                    | — | — | Erstveröffentlichung: 21. März 2012      |
| 2012                        | You & I                     | — | — | Erstveröffentlichung: 18. Juli 2012      |
| 2013                        | Monday Afternoon            | — | — | Erstveröffentlichung: 11. September 2013 |

## Singles

### Als Leadmusikerin
| Jahr | Titel Album                                                           | Höchstplatzierung, Gesamtwochen, AuszeichnungChartplatzierungen (Jahr, Titel, Album, Platzierungen, Wochen, Auszeichnungen, Anmerkungen) | Höchstplatzierung, Gesamtwochen, AuszeichnungChartplatzierungen (Jahr, Titel, Album, Platzierungen, Wochen, Auszeichnungen, Anmerkungen) | Anmerkungen                                                                               |
| Jahr | Titel Album                                                           | KR | JP | Anmerkungen                                                                               |
| --- | --------------------------------------------------------------------- | --- | --- | ----------------------------------------------------------------------------------------- |
| 2008 | Lost Child (미아) Lost and Found                                      | — | — | Erstveröffentlichung: 2008                                                                |
| 2009 | Boo Growing Up                                                        | — | — | Erstveröffentlichung: 2009                                                                |
| 2009 | You Know (Rock Version) (있잖아) Growing Up                           | — | — | Erstveröffentlichung: 2009                                                                |
| 2009 | Marshmallow (마쉬멜로우) IU...IM                                      | KR39 (3 Wo.)KR | — | Erstveröffentlichung: 2009 Chartplatzierungen ab 2010                                     |
| 2010 | Nagging (잔소리) I□U                                                  | KR1 (19 Wo.)KR | — | Erstveröffentlichung: 3. Juni 2010 feat. Lim Seul-ong                                     |
| 2010 | Good Day (좋은 날) Real                                               | KR1 (22 Wo.)KR | JP6 (10 Wo.)JP | Erstveröffentlichung: 9. Dezember 2010 (KR) 2012 in Japan                                 |
| 2011 | The Story Only I Didn’t Know (나만 몰랐던 이야기) I□U                 | KR1 (16 Wo.)KR | — | Erstveröffentlichung: 16. Februar 2011                                                    |
| 2011 | Ice Flower (얼음꽃) –                                                 | KR8 (10 Wo.)KR | — | Erstveröffentlichung: 22. Mai 2011                                                        |
| 2011 | You and I (너랑 나) Last Fantasy                                      | KR1 (22 Wo.)KR | JP5 (7 Wo.)JP | Erstveröffentlichung: 28. November 2011 (KR) 2012 in Japan                                |
| 2012 | Peach (복숭아) Smash Hits                                             | KR2 (9 Wo.)KR | — | Erstveröffentlichung: 4. Mai 2012                                                         |
| 2012 | Every End of the Day (하루 끝) Smash Hits                             | KR1 (20 Wo.)KR | — | Erstveröffentlichung: 11. Mai 2012                                                        |
| 2012 | Friend –                                                              | — | — | Erstveröffentlichung: 2012 Promo-Single; Anzen Chitai Cover                               |
| 2012 | Aishiteru –                                                           | — | — | Erstveröffentlichung: 2012 Promo-Single; Kourin Cover                                     |
| 2013 | Beautiful Dancer Can You Hear Me?                                     | — | — | Erstveröffentlichung: 2013                                                                |
| 2013 | Monday Afternoon –                                                    | — | JP15 (3 Wo.)JP | Erstveröffentlichung: 2013                                                                |
| 2013 | The Red Shoes (분홍신) Modern Times                                   | KR1 (14 Wo.)KR | — | Erstveröffentlichung: 2013                                                                |
| 2013 | Friday (금요일에 만나요) Modern Times – Epilogue                      | KR1 (84 Wo.)KR | — | Erstveröffentlichung: 2013 feat. Jang Yi-jeong                                            |
| 2013 | The Age of the Cathedrals Can You Hear Me?                            | — | — | Erstveröffentlichung: 2013 Promo-Single                                                   |
| 2013 | New World Can You Hear Me?                                            | KR76 (2 Wo.)KR | — | Erstveröffentlichung: 2013 Promo-Single                                                   |
| 2014 | My Old Story (나의 옛날 이야기) A Flower Bookmark                     | KR2 (18 Wo.)KR | — | Erstveröffentlichung: 13. Mai 2014 Jo Duk-bae Cover                                       |
| 2015 | Twenty-Three (스물셋) Chat-Shire                                      | KR1 (26 Wo.)KR | — | Erstveröffentlichung: 22. Oktober 2015                                                    |
| 2017 | Through the Night (밤편지) Palette                                    | KR1 (55 Wo.)KR | — | Erstveröffentlichung: 24. März 2017                                                       |
| 2017 | Can’t Love You Anymore (사랑이 잘) Palette                            | KR1 (31 Wo.)KR | — | Erstveröffentlichung: 7. April 2017 mit Oh Hyuk                                           |
| 2017 | Palette (팔레트) Palette                                              | KR1 (56 Wo.)KR | — | Erstveröffentlichung: 21. April 2017 Verkäufe: + 1.817.177 feat. G-Dragon                 |
| 2017 | Autumn Morning (가을 아침) A Flower Bookmark 2                        | KR1 (29 Wo.)KR | — | Erstveröffentlichung: 18. September 2017                                                  |
| 2017 | Sleepless Rainy Night (잠 못 드는 밤 비는 내리고) A Flower Bookmark 2 | KR4 (18 Wo.)KR | — | Erstveröffentlichung: 22. September 2017                                                  |
| 2018 | Bbibbi (삐삐) –                                                       | KR1 Platin (Streaming) + Platin (Downloads) · (41 Wo.)KR                                                                                 | — | Erstveröffentlichung: 10. Oktober 2018 Verkäufe: + 2.500.000                              |
| 2019 | Love Poem                                                             | KR1 ×2Doppelplatin (Streaming) · (61 Wo.)KR                                                                                              | — | Erstveröffentlichung: 1. November 2019                                                    |
| 2019 | Blueming Love Poem                                                    | KR1 ×3Platin (Downloads) + Dreifachplatin (Streaming) · (93 Wo.)KR                                                                       | JP— Gold (Streaming)JP | Erstveröffentlichung: 17. November 2019 Verkäufe: + 2.500.000                             |
| 2020 | Eight (에잇) –                                                        | KR12 ×2Doppelplatin (Streaming) · (54 Wo.)KR                                                                                             | — | Erstveröffentlichung: 6. Mai 2020 feat. Suga                                              |
| 2021 | Celebrity Lilac                                                       | KR1 ×2Doppelplatin (Streaming) · (90 Wo.)KR                                                                                              | JP— Gold (Streaming)JP | Erstveröffentlichung: 27. Januar 2021                                                     |
| 2021 | Lilac (라일락) Lilac                                                  | KR1 Platin (Streaming) · (81 Wo.)KR | — | Erstveröffentlichung: 25. März 2021                                                       |
| 2021 | Coin Lilac                                                            | KR4 (26 Wo.)KR | — | Erstveröffentlichung: 25. März 2021                                                       |
| 2021 | Strawberry Moon –                                                     | KR10 Platin (Streaming) · (65 Wo.)KR | — | Erstveröffentlichung: 18. Oktober 2021                                                    |
| 2021 | Winter Sleep (겨울잠) Pieces                                          | KR1 (19 Wo.)KR | — | Erstveröffentlichung: 29. Dezember 2021                                                   |
| 2024 | Love wins all The Winning                                             | KR1 Platin (Streaming) · (… Wo.)KR | — | Erstveröffentlichung: 24. Januar 2024                                                     |
| 2024 | Holssi (홀씨) The Winning                                             | KR7 (19 Wo.)KR | — | Erstveröffentlichung: 20. Februar 2024                                                    |
| 2024 | Shopper The Winning                                                   | KR6 (12 Wo.)KR | — | Erstveröffentlichung: 20. Februar 2024                                                    |
| Folgende Lieder erschienen nicht als Single, wurden aber durch das Album zum Download und Streaming bereitgestellt und konnten somit eine Platzierung erlangen: |                                                                       | | |                                                                                           |
| |                                                                       | | |                                                                                           |
| 2010 | Taking a Train (기차를 타고) IU...IM                                  | KR96 (1 Wo.)KR | — | Charteinstieg: 8. Januar 2010                                                             |
| 2010 | Rain Drop I□U                                                         | KR74 (4 Wo.)KR | — | Charteinstieg: 11. Juni 2010 Wheesung Cover                                               |
| 2010 | Merry Christmas in Advance (미리 메리 크리스마스) Real                | KR7 (63 Wo.)KR | — | Charteinstieg: 12. Dezember 2010 feat. Thunder                                            |
| 2010 | This Is Not What I Thought (이게 아닌데) Real                         | KR9 (14 Wo.)KR | — | Charteinstieg: 12. Dezember 2010                                                          |
| 2010 | The Night of the First Breakup (첫 이별 그날 밤) Real                 | KR20 (11 Wo.)KR | — | Charteinstieg: 12. Dezember 2010                                                          |
| 2010 | The Thing I Do Slowly (느리게 하는 일) Real                           | KR21 (3 Wo.)KR | — | Charteinstieg: 12. Dezember 2010                                                          |
| 2010 | Alone in the Room (혼자 있는 방) Real                                 | KR27 (6 Wo.)KR | — | Charteinstieg: 12. Dezember 2010                                                          |
| 2010 | Good Day (Instrumental) Real                                          | KR193 (1 Wo.)KR | — | Charteinstieg: 12. Dezember 2010                                                          |
| 2011 | Cruel Fairytale (잔혹동화) Real+                                      | KR8 (7 Wo.)KR | — | Charteinstieg: 8. Februar 2011                                                            |
| 2011 | The Story Only I Didn't Know (나만 몰랐던 이야기) I□U                 | KR72 (1 Wo.)KR | — | Charteinstieg: 18. Februar 2011 mit Pianist 김광민                                        |
| 2011 | Secret (비밀) Last Fantasy                                            | KR2 (9 Wo.)KR | — | Charteinstieg: 2. Dezember 2011                                                           |
| 2011 | Sleeping Prince of the Woods (잠자는 숲 속의 왕자) Last Fantasy       | KR3 (6 Wo.)KR | — | Charteinstieg: 2. Dezember 2011 feat. Yoon Sang; Halo Cover                               |
| 2011 | Uncle (삼촌) Last Fantasy                                             | KR4 (10 Wo.)KR | — | Charteinstieg: 2. Dezember 2011 feat. Lee Juck                                            |
| 2011 | A Child Searching for Stars (별을 찾는 아이) Last Fantasy             | KR6 (5 Wo.)KR | — | Charteinstieg: 2. Dezember 2011 feat. Kim Kwang-jin                                       |
| 2011 | Wallpaper Patterns (벽지무늬) Last Fantasy                            | KR7 (5 Wo.)KR | — | Charteinstieg: 2. Dezember 2011                                                           |
| 2011 | Wisdom Tooth (사랑니) Last Fantasy                                    | KR8 (5 Wo.)KR | — | Charteinstieg: 2. Dezember 2011                                                           |
| 2011 | Teacher Last Fantasy                                                  | KR9 (4 Wo.)KR | — | Charteinstieg: 2. Dezember 2011 feat. Ra.D                                                |
| 2011 | Everything’s Alright Last Fantasy                                     | KR11 (4 Wo.)KR | — | Charteinstieg: 2. Dezember 2011 feat. Kim Hyeon-cheol                                     |
| 2011 | Last Fantasy                                                          | KR12 (4 Wo.)KR | — | Charteinstieg: 2. Dezember 2011                                                           |
| 2011 | 4AM Last Fantasy                                                      | KR13 (4 Wo.)KR | — | Charteinstieg: 2. Dezember 2011                                                           |
| 2011 | A Stray Puppy (길 잃은 강아지) Last Fantasy                           | KR17 (3 Wo.)KR | — | Charteinstieg: 2. Dezember 2011                                                           |
| 2011 | L’amant (라망) Last Fantasy                                           | KR19 (3 Wo.)KR | — | Charteinstieg: 2. Dezember 2011                                                           |
| 2012 | I Really Don’t Like Her (그 애 참 싫다) Spring of a Twenty Year Old   | KR15 (6 Wo.)KR | — | Charteinstieg: 11. Mai 2012                                                               |
| 2013 | Everybody Has Secrets (누구나 비밀은 있다) Modern Times               | KR2 (6 Wo.)KR | — | Charteinstieg: 11. Oktober 2013 feat. Gain von Brown Eyed Girls                           |
| 2013 | Love of B (을의 연애) Modern Times                                    | KR3 (4 Wo.)KR | — | Charteinstieg: 11. Oktober 2013                                                           |
| 2013 | Between the Lips (50cm) (입술 사이) Modern Times                      | KR4 (5 Wo.)KR | — | Charteinstieg: 11. Oktober 2013                                                           |
| 2013 | A Gloomy Clock (우울시계) Modern Times                                | KR6 (4 Wo.)KR | — | Charteinstieg: 11. Oktober 2013 feat. Jonghyun von Shinee                                 |
| 2013 | Modern Times                                                          | KR7 (5 Wo.)KR | — | Charteinstieg: 11. Oktober 2013                                                           |
| 2013 | Bad Day (싫은 날) Modern Times                                        | KR8 (3 Wo.)KR | — | Charteinstieg: 11. Oktober 2013                                                           |
| 2013 | Obliviate Modern Times                                                | KR11 (3 Wo.)KR | — | Charteinstieg: 11. Oktober 2013                                                           |
| 2013 | Daydream (한낮의 꿈) Modern Times                                     | KR12 (3 Wo.)KR | — | Charteinstieg: 11. Oktober 2013 feat. Yang Hee-eun                                        |
| 2013 | Havana Modern Times                                                   | KR13 (2 Wo.)KR | — | Charteinstieg: 11. Oktober 2013                                                           |
| 2013 | Walk with Me, Girl (아이야, 나랑 걷자) Modern Times                   | KR14 (2 Wo.)KR | — | Charteinstieg: 11. Oktober 2013 feat. Choi Baek-ho                                        |
| 2013 | Wait (기다려) Modern Times                                            | KR17 (2 Wo.)KR | — | Charteinstieg: 11. Oktober 2013                                                           |
| 2013 | Voice Mail (Koreanische Version) Modern Times                         | KR18 (2 Wo.)KR | — | Charteinstieg: 11. Oktober 2013                                                           |
| 2013 | Pastel Crayon (크레파스) Modern Times – Epilogue                      | KR39 (2 Wo.)KR | — | Charteinstieg: 20. Dezember 2013 aus der südkoreanischen TV-Serie Bel Ami                 |
| 2014 | The Meaning of You (너의 의미) A Flower Bookmark                      | KR3 (60 Wo.)KR | — | Charteinstieg: 16. Mai 2014 feat. Kim Chang-wan; Sanulrim Cover                           |
| 2014 | When Love Passes By (사랑이 지나가면) A Flower Bookmark               | KR4 (11 Wo.)KR | — | Charteinstieg: 16. Mai 2014 Lee Moon-se Cover                                             |
| 2014 | Pierrot Smiles at Us (삐에로는 우릴보고 웃지) A Flower Bookmark       | KR12 (8 Wo.)KR | — | Charteinstieg: 16. Mai 2014 Kim Wan-sun Cover                                             |
| 2014 | Dreams in Summer Night (여름밤의 꿈) A Flower Bookmark                | KR15 (6 Wo.)KR | — | Charteinstieg: 16. Mai 2014 Kim Hyun-sik Cover                                            |
| 2014 | Flower (꽃) A Flower Bookmark                                         | KR17 (4 Wo.)KR | — | Charteinstieg: 16. Mai 2014 Kim Kwang-seok Cover                                          |
| 2014 | Boom Ladi Dadi (꿍따리 샤바라) A Flower Bookmark                      | KR21 (4 Wo.)KR | — | Charteinstieg: 16. Mai 2014 feat. Clon; Clon Cover                                        |
| 2014 | Sing for Me (노래 불러줘요) Chapter 8                                 | KR9 (5 Wo.)KR | — | Charteinstieg: 16. Mai 2014 g.o.d feat. IU                                                |
| 2015 | The Shower (푸르던) Chat-Shire                                        | KR2 (14 Wo.)KR | — | Charteinstieg: 23. Oktober 2015                                                           |
| 2015 | Shoes (새 신발) Chat-Shire                                            | KR5 (6 Wo.)KR | — | Charteinstieg: 23. Oktober 2015                                                           |
| 2015 | Knees (무릎) Chat-Shire                                               | KR5 (7 Wo.)KR | — | Charteinstieg: 23. Oktober 2015                                                           |
| 2015 | Zezé Chat-Shire                                                       | KR8 (14 Wo.)KR | — | Charteinstieg: 23. Oktober 2015                                                           |
| 2015 | Red Queen Chat-Shire                                                  | KR10 (6 Wo.)KR | — | Charteinstieg: 23. Oktober 2015 feat. Zion.T                                              |
| 2015 | Glasses (안경) Chat-Shire                                             | KR13 (5 Wo.)KR | — | Charteinstieg: 23. Oktober 2015                                                           |
| 2017 | Ending Scene (이런 엔딩) Palette                                      | KR3 (15 Wo.)KR | — | Charteinstieg: 21. April 2017                                                             |
| 2017 | Dlwlrma (이 지금) Palette                                             | KR5 (18 Wo.)KR | — | Charteinstieg: 21. April 2017                                                             |
| 2017 | Jam Jam (잼잼) Palette                                                | KR7 (10 Wo.)KR | — | Charteinstieg: 21. April 2017                                                             |
| 2017 | Dear Name (이름에게) Palette                                          | KR9 (10 Wo.)KR | — | Charteinstieg: 21. April 2017                                                             |
| 2017 | Black Out Palette                                                     | KR14 (6 Wo.)KR | — | Charteinstieg: 21. April 2017                                                             |
| 2017 | Full-Stop (마침표) Palette                                            | KR16 (4 Wo.)KR | — | Charteinstieg: 21. April 2017                                                             |
| 2017 | Love Alone (그렇게 사랑은) Palette                                    | KR19 (3 Wo.)KR | — | Charteinstieg: 21. April 2017                                                             |
| 2017 | Secret Garden (비밀의 화원) A Flower Bookmark 2                       | KR10 (10 Wo.)KR | — | Charteinstieg: 22. September 2017 Lee Tzsche Cover                                        |
| 2017 | Every Day with You (매일 그대와) A Flower Bookmark 2                  | KR12 (6 Wo.)KR | — | Charteinstieg: 22. September 2017 Deulgukhwa Cover                                        |
| 2017 | Last Night Story (어젯밤 이야기) A Flower Bookmark 2                  | KR15 (6 Wo.)KR | — | Charteinstieg: 22. September 2017 Sobangcha Cover                                         |
| 2017 | By the Stream (개여울) A Flower Bookmark 2                            | KR19 (3 Wo.)KR | — | Charteinstieg: 22. September 2017 Jeong Mi-jo cover                                       |
| 2019 | Road Then & Now                                                       | KR14 (5 Wo.)KR | — | Charteinstieg: 22. November 2019; g.o.d Lied von IU, Henry Lau, Jo Hyun-ah und Yang Da-il |
| 2019 | Above the Time (시간의 바깥) Love Poem                                | KR5 (6 Wo.)KR | — | Charteinstieg: 22. November 2019                                                          |
| 2019 | Unlucky Love Poem                                                     | KR8 (6 Wo.)KR | — | Charteinstieg: 22. November 2019                                                          |
| 2019 | The Visitor (그 사람) Love Poem                                       | KR10 (6 Wo.)KR | — | Charteinstieg: 22. November 2019                                                          |
| 2019 | Lullaby (자장가) Love Poem                                            | KR14 (6 Wo.)KR | — | Charteinstieg: 22. November 2019                                                          |
| 2021 | Flu Lilac                                                             | KR7 (11 Wo.)KR | — | Charteinstieg: 26. März 2021                                                              |
| 2021 | Hi Spring Bye (봄 안녕 봄) Lilac                                      | KR8 (14 Wo.)KR | — | Charteinstieg: 26. März 2021                                                              |
| 2021 | Troll (돌림노래) Lilac                                                | KR10 (9 Wo.)KR | — | Charteinstieg: 26. März 2021 feat. Dean                                                   |
| 2021 | Empty Cup (빈 컵) Lilac                                               | KR19 (6 Wo.)KR | — | Charteinstieg: 26. März 2021                                                              |
| 2021 | My Sea (아이와 나의 바다) Lilac                                       | KR11 (16 Wo.)KR | — | Charteinstieg: 26. März 2021                                                              |
| 2021 | Ah Puh (어푸) Lilac                                                   | KR13 (65 Wo.)KR | — | Charteinstieg: 26. März 2021                                                              |
| 2021 | Epilogue (에필로그) Lilac                                             | KR17 (8 Wo.)KR | — | Charteinstieg: 26. März 2021                                                              |
| 2021 | Drama (드라마) Pieces                                                 | KR8 Platin (Streaming) · (57 Wo.)KR | — | Charteinstieg: 31. Dezember 2021                                                          |
| 2021 | Next Stop (정거장) Pieces                                             | KR18 (7 Wo.)KR | — | Charteinstieg: 31. Dezember 2021                                                          |
| 2021 | You (너) Pieces                                                       | KR26 (3 Wo.)KR | — | Charteinstieg: 31. Dezember 2021                                                          |
| 2021 | Love Letter (러브레터) Pieces                                         | KR23 (5 Wo.)KR | — | Charteinstieg: 31. Dezember 2021                                                          |
| 2024 | I Stan U (관객이 될게) The Winning                                    | KR23 (7 Wo.)KR | — | Charteinstieg: 23. Februar 2024                                                           |
| 2024 | Shh.. The Winning                                                     | KR20 (4 Wo.)KR | — | Charteinstieg: 23. Februar 2024 feat. Hyein, Wonsun Joe und Patti Kim                     |

grau schraffiert: keine Chartdaten aus diesem Jahr verfügbar

### Als Gastmusikerin
| Jahr | Titel Album                                                         | Höchstplatzierung, Gesamtwochen, AuszeichnungChartsChartplatzierungen (Jahr, Titel, Album, Platzierungen, Wochen, Auszeichnungen, Anmerkungen) | Anmerkungen                                                              |
| Jahr | Titel Album                                                         | KR | Anmerkungen                                                              |
| ---- | ------------------------------------------------------------------- | --- | ------------------------------------------------------------------------ |
| 2009 | Suga Love                                                           | — | Erstveröffentlichung: 2009 Bizniz feat. IU                               |
| 2009 | Monday thru Sunday (월화수목 금토일) DayZ                           | — | Erstveröffentlichung: 2009 Suho feat. IU                                 |
| 2010 | It’s First Love (첫사랑이죠) –                                      | KR3 (9 Wo.)KR | Erstveröffentlichung: 2010 Na Yoon-Kwon feat. IU                         |
| 2010 | I Believe in Love (사랑을 믿어요) Road for Hope                     | KR11 (8 Wo.)KR | Erstveröffentlichung: 2010 Yoo Seung-ho feat. IU                         |
| 2010 | It’s You (그대네요) The First                                       | KR1 (12 Wo.)KR | Erstveröffentlichung: 2010 Sung Si-kyung feat. IU                        |
| 2011 | I Know V.V.I.P                                                      | KR42 (3 Wo.)KR | Erstveröffentlichung: 2011 Seungri feat. IU                              |
| 2012 | Like You Vintage                                                    | KR9 (5 Wo.)KR | Erstveröffentlichung: 2012 Wanted feat. IU                               |
| 2012 | Sea of Moonlight (달빛바다) Loen Tree Summer Story                  | KR12 (11 Wo.)KR | Erstveröffentlichung: 2012 Fiestar feat. IU                              |
| 2014 | Not Spring, Love, or Cherry Blossoms (봄 사랑 벚꽃 말고) Hi High    | KR1 (75 Wo.)KR | Erstveröffentlichung: 2014 High4 feat. IU                                |
| 2014 | Summer Love (애타는 마음) –                                         | KR1 (41 Wo.)KR | Erstveröffentlichung: 2014 Ulala Session feat. IU                        |
| 2014 | Sogyeokdong (소격동) Quiet Night                                    | KR4 (10 Wo.)KR | Erstveröffentlichung: 2014 Seo Taiji feat. IU                            |
| 2014 | When Would It Be (언제쯤이면) Pianoforte                            | KR9 (9 Wo.)KR | Erstveröffentlichung: 2014 Yoon Hyun-sang feat. IU                       |
| 2015 | Leon (레옹) Infinite Challenge: Yeongdong Expressway Music Festival | KR1 (16 Wo.)KR | Erstveröffentlichung: 2015 Park Myung-soo feat. IU als Eu God-G isn’t EU |
| 2016 | Choice (결정) –                                                     | KR22 (3 Wo.)KR | Erstveröffentlichung: 2016 Hyungdon und Daejun feat. IU                  |
| 2017 | Secret Everyone Knows (누구나 아는 비밀) People Who Stay Alone      | — | Erstveröffentlichung: 2017 Sister’s Barbershop feat. IU                  |
| 2017 | Love Story (연애소설) We’ve Done Something Wonderful                | KR1 (26 Wo.)KR | Erstveröffentlichung: 2017 Epik High feat. IU                            |
| 2017 | Cat (고양이) –                                                      | KR64 (1 Wo.)KR | Erstveröffentlichung: 2017 Sunwoo Jung-a feat. IU                        |
| 2018 | SoulMate                                                            | KR1 (17 Wo.)KR | Erstveröffentlichung: 2018 Zico feat. IU                                 |
| 2018 | Fairytale (동화) 동화                                               | KR4 (4 Wo.)KR | Erstveröffentlichung: 2018 Kim Dong-ryul feat. IU                        |
| 2019 | First Winter (첫 겨울이니까) –                                      | KR3 (3 Wo.)KR | Erstveröffentlichung: 2019 Sung Si-kyung feat. IU                        |
| 2020 | Small Room –                                                        | — | Erstveröffentlichung: 2020 Sweet Sorrow feat. IU                         |
| 2021 | Nakka (낙하) Next Episode                                           | KR1 Platin (Streaming) · (46 Wo.)KR | Erstveröffentlichung: 2021 AKMU feat. IU                                 |
| 2022 | Mother Nature (H₂O) Moving House Part.3                             | KR130 (1 Wo.)KR | Erstveröffentlichung: 2022 Kang Seung-won feat. IU                       |
| 2022 | Ganadara –                                                          | KR1 (39 Wo.)KR | Erstveröffentlichung: 2022 Jay Park feat. IU                             |
| 2023 | People Pt. 2 D-Day                                                  | KR14 (28 Wo.)KR | Erstveröffentlichung: 2023 Agust D feat. IU                              |

grau schraffiert: keine Chartdaten aus diesem Jahr verfügbar

## Musikvideos
| Jahr | Titel                                            | Regie                                       |
| ---- | ------------------------------------------------ | ------------------------------------------- |
| 2008 | Lost Child                                       | Cho Soo-hyun                                |
| 2009 | Boo                                              | Oh Se-hoon                                  |
| 2009 | You Know (Rock Version)                          | Han Sang-beom                               |
| 2009 | You Are Always Like That                         | Unbekannt                                   |
| 2009 | Marshmallow                                      | Seo Sang-goon und Jung Jin-seong            |
| 2010 | Because I’m a Girl                               | Unbekannt                                   |
| 2010 | Good Day                                         | Hwang Soo-ah                                |
| 2011 | Only I Didn’t Know                               | Hwang Soo-ah                                |
| 2011 | I Hoppin U                                       | Unbekannt                                   |
| 2011 | Melody of the Wind                               | Unbekannt                                   |
| 2011 | Memories of the Sea                              | Unbekannt                                   |
| 2011 | Hold My Hand                                     | Unbekannt                                   |
| 2011 | Let’s Catch the Bus                              | Unbekannt                                   |
| 2011 | You and I                                        | Hwang Soo-ah                                |
| 2012 | Last Fantasy                                     | Kim Do-yeon                                 |
| 2012 | Good Day                                         | Hwang Soo-ah                                |
| 2012 | Every End of the Day                             | Hwang Soo-ah                                |
| 2012 | You and I                                        | Hwang Soo-ah                                |
| 2013 | Beautiful Dancer                                 | Hwang Soo-ah                                |
| 2013 | Monday Afternoon                                 | Digipedi                                    |
| 2013 | The Red Shoes                                    | Hwang Soo-ah                                |
| 2013 | Friday (IU feat. Jang Yi-jeong)                  | Hwang Soo-ah                                |
| 2014 | My Old Story                                     | Han Dae-hee                                 |
| 2015 | Take Care of My Dad                              | Unbekannt                                   |
| 2015 | Twenty-Three                                     | Lumpens                                     |
| 2017 | Through the Night                                | BTS Film                                    |
| 2017 | Palette (IU feat. Jang Yi-jeong)                 | BTS Film                                    |
| 2017 | Ending Scene                                     | Bae Doo-hyun                                |
| 2017 | Last Night Story                                 | BTS Film                                    |
| 2018 | With the Heart to Forget You                     | BTS Film                                    |
| 2018 | BBIBBI                                           | VM Project Architecture                     |
| 2019 | Above the Time                                   | Hwang Soo-ah                                |
| 2019 | Blueming                                         | Naive Creative Production                   |
| 2020 | Eight (IU feat. Suga)                            | Woogie Kim (Mother Studio)                  |
| 2021 | Celebrity                                        | Paranoid Paradigm (VM Project Architecture) |
| 2021 | Lilac                                            | Seo Donghyeok (FlipEvil)                    |
| 2021 | Coin                                             | SunnyVisual                                 |
| 2021 | Strawberry Moon                                  | Seo Donghyeok (FlipEvil)                    |
| 2024 | Love Wins All                                    | Um Tae-hwa                                  |
| 2024 | Holssi                                           | Digipedi                                    |
| 2024 | Shopper                                          | DPR Ian                                     |
| 2024 | Shh.. (IU feat. Hyein, Wonsun Joe und Patti Kim) | Hwang Soo-ah                                |

## Sonderveröffentlichungen
Soundtrackbeiträge

| Jahr | Titel Album                                                            | Höchstplatzierung, Gesamtwochen, AuszeichnungChartsChartplatzierungen (Jahr, Titel, Album, Platzierungen, Wochen, Auszeichnungen, Anmerkungen) | Anmerkungen                           |
| Jahr | Titel Album                                                            | KR | Anmerkungen                           |
| ---- | ---------------------------------------------------------------------- | --- | ------------------------------------- |
| 2009 | You Are Always Like That (그러는 그대는) Strike Love O.S.T             | — | Erstveröffentlichung: 2009            |
| 2009 | To the Sea (아라로) Queen Seondeok O.S.T                               | — | Erstveröffentlichung: 2009            |
| 2009 | Wind Flower (바람꽃) Queen Seondeok O.S.T                              | — | Erstveröffentlichung: 2009            |
| 2009 | Danny Boy Paradise O.S.T                                               | — | Erstveröffentlichung: 2009            |
| 2010 | Fifth Finger (다섯째 손가락) 19-Nineteen O.S.T                         | KR11 (4 Wo.)KR | Erstveröffentlichung: 2010            |
| 2010 | Because I’m a Woman (여자라서) Road No. 1 O.S.T                        | KR6 (11 Wo.)KR | Erstveröffentlichung: 2010            |
| 2011 | Someday Dream High O.S.T                                               | KR1 (14 Wo.)KR | Erstveröffentlichung: 2011            |
| 2011 | Hold My Hand (내 손을 잡아) The Greatest Love O.S.T                    | KR2 (60 Wo.)KR | Erstveröffentlichung: 2011            |
| 2015 | Heart (마음) The Producers O.S.T                                       | KR1 (24 Wo.)KR | Erstveröffentlichung: 2015            |
| 2020 | Give You My Heart (마음을 드려요) Crash Landing on You OST             | KR1 Platin (Streaming) · (74 Wo.)KR | Erstveröffentlichung: 6. Februar 2020 |
| 2020 | Into the I-LAND I-LAND Part.1 Signal Song                              | KR3 (24 Wo.)KR | Erstveröffentlichung: 2020            |
| 2024 | Someday (Dream High Musical Cast feat. IU) Show Musical Dream High OST | — |                                       |

grau schraffiert: keine Chartdaten aus diesem Jahr verfügbar

## Statistik

### Chartauswertung
|                     | KR     | JP    |
| ------------------- | ------ | ----- |
| Nummer-eins-Alben   | KR5KR  | JP—JP |
| Top-10-Alben        | KR15KR | JP—JP |
| Alben in den Charts | KR16KR | JP5JP |

|                       | KR      | JP    |
| --------------------- | ------- | ----- |
| Nummer-eins-Singles   | KR30KR  | JP—JP |
| Top-10-Singles        | KR83KR  | JP2JP |
| Singles in den Charts | KR136KR | JP3JP |

### Auszeichnungen für Musikverkäufe
Anmerkung: Auszeichnungen in Ländern aus den Charttabellen bzw. Chartboxen sind in ebendiesen zu finden.
| Land/RegionAuszeichnungen für Musikverkäufe (Land/Region, Auszeichnungen, Verkäufe, Quellen) | Gold     | Platin       | Verkäufe  | Quellen        |
| -------------------------------------------------------------------------------------------- | -------- | ------------ | --------- | -------------- |
| Japan (RIAJ)                                                                                 | 2× Gold2 | —            | —         | riaj.or.jp     |
| Südkorea (KMCA)                                                                              | —        | 21× Platin21 | 5.750.000 | circlechart.kr |
| Insgesamt                                                                                    | 2× Gold2 | 21× Platin21 |           |                |